# 大麻黄酮A
大麻黄酮A是一种有机化合物，化学名为6-[(2E)-3,7-二甲基-2,6-辛二烯-1-基]-5,7-二羟基-2-(4-羟基-3-甲氧基苯基)-4H-1-苯并吡喃-4-酮，化学式为C26H28O6。它可以均苯三酚和香叶醇为原料经多步反应制得。它是大麻提取物的成分之一。